# Brasilianische Frauen-Rugby-Union-Nationalmannschaft
Die brasilianische Frauen-Rugby-Union-Nationalmannschaft (portugiesisch Seleção Brasileira de Rugby Union Feminino) ist die Nationalmannschaft Brasiliens in der Sportart Rugby Union und repräsentiert das Land bei allen Länderspielen (Test Matches) der Frauen. Sie hat den Spitznamen As Yaras („die Yaras“), nach dem gleichnamigen Wesen aus der brasilianischen Mythologie. Die organisatorische Verantwortung trägt der Verband Confederação Brasileira de Rugby (CBRu). Das Team gilt als die drittbeste Nationalmannschaft auf dem amerikanischen Doppelkontinent (nach den Vereinigten Staaten und Kanada). Traditionell spielt Brasilien in gelben Trikots mit grünen Farbakzenten, grünen Hosen und grünen Socken.
Das erste Test Match fand 2008 gegen die Niederlande statt. 2024 qualifizierte sich Brasilien erstmals für eine Weltmeisterschaft und wurde damit das erste südamerikanische Land, dem dies gelang.

## Organisation
Verantwortlich für die Organisation von Rugby Union in Brasilien ist die Confederação Brasileira de Rugby (CBRu). Der Verband wurde 1963 unter dem Namen União de Rugby do Brasil (URB) gegründet und 1970 in Associação Brasileira de Rugby (URB) umbenannt; seinen heutigen Namen trägt er seit 2010. Der Verband ist seit 1995 Vollmitglied des International Rugby Football Board (IRFB; heute World Rugby). Er war außerdem im Jahr 1988 Gründungsmitglied des südamerikanischen Kontinentalverbandes CONSUR (heute Sudamérica Rugby).

## Geschichte

### Ursprünge
Das erste dokumentierte Frauenrugbyspiel in Brasilien fand 1987 während des traditionellen Siebener-Rugby-Turnieres beim São Paulo Athletic Clubs statt. Die meisten Spielerinnen waren Freundinnen oder Schwestern der Männer und begleiteten diese zu Spielen und zum Training. Am Frauentag 1997 wurde ein weiteres Spiel beim Desterro Rugby Clube in Florianópolis ausgetragen. Die frühere Kapitänin der Nationalmannschaft Maria Mikaella, die auch in diesem Spiel spielte, beschrieb ihre Erfahrungen:

“… we didn't know the sport. In Brazil we didn't have rugby on TV or even a rugby ball to buy. We haven't heard about rugby until our friends began to play. We started just watching, but the sport seemed to be really cool to just watch. So we convinced the boys to teach us. The first game was messy. I just remember that we lost. However made us fall in love with rugby.”

„… wir kannten den Sport nicht. In Brasilien gab es kein Rugby im Fernsehen und nicht einmal einen Rugbyball zu kaufen. Wir hatten nichts von Rugby gehört, bis unsere Freunde anfingen, es zu spielen. Wir fingen an, nur zuzuschauen, aber der Sport schien wirklich zu cool zu sein, um einfach nur zuzuschauen. Also überredeten wir die Jungs, es uns beizubringen. Das erste Spiel war chaotisch. Ich weiß nur noch, dass wir verloren haben. Trotzdem haben wir uns in Rugby verliebt.“

2008 bestritt Brasilien sein erstes Test Match gegen die Niederlande. Die Mannschaft wurde erst im Jahr 2019 wieder zusammengestellt für eine Tour nach Kolumbien, gleichbedeutend mit dem ersten Spiel gegen eine andere südamerikanische Mannschaft. 2020 trafen die Brasilianerinnen beim ersten Weltmeisterschaftsqualifikationsspiel in Medellín erneut auf die Kolumbianerinnen, unterlagen jedoch mit 19:23.

### Weiterentwicklung
2023 absolvierte Brasilien im Rahmen der Weltmeisterschaftsqualifikation 2025 Test Matches gegen Kolumbien. Sudamérica Rugby organisierte mit Fördermitteln von World Rugby das erste Frauenturnier der Region, die Americas Rugby Trophy 2023 im Juni in Brasilien. Bei dem Turnier trafen die Brasilianerinnen auf die Kolumbianerinnen und eine Jugendmannschaft der US-Amerikanerinnen.
Am 5. und 9. Juli 2023 traf Brasilien in Medellín abermals auf Kolumbien um einen Platz in der WXV 3 auszuspielen. Dem Team gelang der erste Sieg überhaupt, als es Portugal mit 10:7 schlug, dies war außerdem das erste Länderspiel gegen einen europäischen Gegner in 15 Jahren.

### Erste Weltmeisterschaftsteilnahme
Am 29. Juni 2024 schrieben die Brasilianerinnen Geschichte, als sie das erste südamerikanische Team wurden, das sich für die Weltmeisterschaft qualifizieren konnte. Dabei gewannen sie in Asunción, Paraguay, erstmals gegen die Kolumbianerinnen und werden bei der Weltmeisterschaft 2025 in England debütieren. Nach ihrem 34:13-Sieg über Kolumbien kletterte Brasilien vom 51. auf den 39. Platz der World-Rugby-Weltrangliste, ihr höchster Rang bisher.

## Trikot, Logo und Spitzname
Die Nationalmannschaft Brasiliens spielt traditionell in gelben Trikots mit grünen Farbakzenten, grünen Hosen und grünen Socken. Das Auswärtstrikot ist grün mit weißen Farbakzenten, weißen Hosen und grünen Socken.
Das Logo des Verbandes Confederação Brasileira de Rugby, das auch auf dem Trikot zu sehen ist, zeigt einen Rugbyball zwischen zwei Malstangen auf gelben Grund mit dem Schriftzug Brasil Rugby darüber.
Der Spitzname der Nationalmannschaft lautet As Yaras („die Yaras“), abgeleitet vom gleichnamigen Wesen aus der brasilianischen Mythologie.

## Test Matches
Brasilien hat 3 seiner bisher 14 Test Matches gewonnen, was einer Gewinnquote von 21,42 % entspricht. Die Statistik der Test Matches Brasiliens gegen alle Nationen, alphabetisch geordnet, ist wie folgt (Stand: 2. April 2025):
| Land        | Spiele | Gewonnen | Unent- schieden | Verloren | % Siege |
| ----------- | ------ | -------- | --------------- | -------- | ------- |
| Kolumbien   | 7      | 1        | 0               | 6        | 14,28   |
| Niederlande | 3      | 0        | 0               | 3        | 0,00    |
| Portugal    | 3      | 2        | 0               | 1        | 66,67   |
| Spanien     | 1      | 0        | 0               | 1        | 0,00    |
| Gesamt      | 14     | 3        | 0               | 11       | 21,42   |

## Erfolge

### Weltmeisterschaften
In der Qualifikation zur Weltmeisterschaft 2025 qualifizierte sich Brasilien für seine erste Endrundenteilnahme.
| Jahr | Resultat           | Spiele             | Siege              | Unent.             | Ndlg.              | +/-                | Punkte             |
| ---- | ------------------ | ------------------ | ------------------ | ------------------ | ------------------ | ------------------ | ------------------ |
| 1991 | nicht eingeladen   | nicht eingeladen   | nicht eingeladen   | nicht eingeladen   | nicht eingeladen   | nicht eingeladen   | nicht eingeladen   |
| 1994 | nicht eingeladen   | nicht eingeladen   | nicht eingeladen   | nicht eingeladen   | nicht eingeladen   | nicht eingeladen   | nicht eingeladen   |
| 1998 | nicht eingeladen   | nicht eingeladen   | nicht eingeladen   | nicht eingeladen   | nicht eingeladen   | nicht eingeladen   | nicht eingeladen   |
| 2002 | nicht eingeladen   | nicht eingeladen   | nicht eingeladen   | nicht eingeladen   | nicht eingeladen   | nicht eingeladen   | nicht eingeladen   |
| 2006 | nicht eingeladen   | nicht eingeladen   | nicht eingeladen   | nicht eingeladen   | nicht eingeladen   | nicht eingeladen   | nicht eingeladen   |
| 2010 | nicht qualifiziert | nicht qualifiziert | nicht qualifiziert | nicht qualifiziert | nicht qualifiziert | nicht qualifiziert | nicht qualifiziert |
| 2014 | nicht qualifiziert | nicht qualifiziert | nicht qualifiziert | nicht qualifiziert | nicht qualifiziert | nicht qualifiziert | nicht qualifiziert |
| 2017 | nicht qualifiziert | nicht qualifiziert | nicht qualifiziert | nicht qualifiziert | nicht qualifiziert | nicht qualifiziert | nicht qualifiziert |
| 2021 | nicht qualifiziert | nicht qualifiziert | nicht qualifiziert | nicht qualifiziert | nicht qualifiziert | nicht qualifiziert | nicht qualifiziert |
| 2025 | qualifiziert       | qualifiziert       | qualifiziert       | qualifiziert       | qualifiziert       | qualifiziert       | qualifiziert       |
| 2029 | noch ausstehend    | noch ausstehend    | noch ausstehend    | noch ausstehend    | noch ausstehend    | noch ausstehend    | noch ausstehend    |
| 2033 | noch ausstehend    | noch ausstehend    | noch ausstehend    | noch ausstehend    | noch ausstehend    | noch ausstehend    | noch ausstehend    |

## Spielerinnen

### Aktueller Kader
Die folgenden Spielerinnen bilden den Kader während der Weltmeisterschaft 2025:
| Spielerin                | Position         | Verein                | Länderspiele |
| ------------------------ | ---------------- | --------------------- | ------------ |
| Aline Mayumi Koeke       | Gedrängehalb     | Pasteur               | 11           |
| Leila Cássia Silva       | Gedrängehalb     | Leoas de Paraisópolis | 03           |
| Luiza Campos             | Gedrängehalb     | Charrua               | 10           |
| Fernanda Tenório         | Verbinderin      | Elshaddai             | 08           |
| Maria Gabriel Graf       | Verbinderin      | Brothers Rugby Club   | 04           |
| Raquel Kochhann          | Verbinderin      | Charrua               | 06           |
| Carolyne Katrine Pereira | Innendreiviertel | Melina                | 03           |
| Edna Santini             | Innendreiviertel | São José              | 09           |
| Mariana Nicolau          | Innendreiviertel | São José              | 03           |
| Marina Fioravanti        | Innendreiviertel | Poli                  | 05           |
| Giovanna Barth           | Außendreiviertel | Maringá               | 04           |
| Bianca Silva             | Außendreiviertel | Leoas de Paraisópolis | 03           |
| Isadora Lopes de Souza   | Außendreiviertel | Melina                | 07           |
| Yasmim Soares            | Schlussfrau      | Melina                | 03           |

| Spielerin                | Position               | Verein              | Länderspiele |
| ------------------------ | ---------------------- | ------------------- | ------------ |
| Isabela Gomes Saccomanno | Haklerin               | São José            | 09           |
| Júlia Leni Lima          | Haklerin               | Curitiba            | 12           |
| Natália Jonck            | Haklerin               | Brothers Rugby Club | 02           |
| Franciele Barros         | Pfeiler                | Sporting            | 11           |
| Giovana Mamede           | Pfeiler                | Jacareí             | 02           |
| Pâmela Soares Santos     | Pfeiler                | Charrua             | 04           |
| Samara Vergara           | Pfeiler                | Pasteur             | 08           |
| Taís Prioste             | Pfeiler                | Bobigny             | 10           |
| Ana Carolina Santana     | Zweite-Reihe-Stürmerin | Melina              | 04           |
| Dayana Dakar             | Zweite-Reihe-Stürmerin | Niterói             | 09           |
| Eshyllen Coimbra         | Zweite-Reihe-Stürmerin | Cobras              | 14           |
| Camilla Ísis Carvalho    | Flügelstürmerin        | Elshaddai           | 03           |
| Íris Coluna              | Flügelstürmerin        | Poli                | 08           |
| Larissa Carvalho         | Flügelstürmerin        | Curitiba            | 08           |
| Larissa Henwood Lima     | Flügelstürmerin        | Counties Manukau    | 06           |
| Letícia Medeiros         | Flügelstürmerin        | Jacareí             | 09           |
| Letícia Silva            | Flügelstürmerin        | Melina              | 05           |
| Marcelle Souza           | Flügelstürmerin        | Elshaddai           | 04           |

### Bekannte Spielerinnen
Bisher wurde noch keine brasilianische Spielerin in die World Rugby Hall of Fame aufgenommen.